# San José Ojetenam
San José Ojetenam («San José»: en honor a su santo patrono José de Nazaret; «Ojetenam»: del mam, significa «Pueblo Viejo» o «Pueblo Antiguo») es un municipio del departamento de San Marcos de la región sur-occidente de la República de Guatemala.
San José está ubicado por encima de varios valles y cuencas fluviales, e incluso hay ríos, como el Coatán y el Cuilco, que tienen afluentes principales que nacen en San José. Por su altura, en un día despejado, se puede ver incluso el volcán de Agua al este, la Cumbre en Huehuetenango al noreste, y la costa de México y de Guatemala, junto a Tapachula al suroeste. Los dos volcanes más altos de Centroamérica, el volcán Tajumulco y el volcán Tacaná están muy próximos a San José y son visibles desde la población en los días despejados.

## Toponimia
El poblado fue fundado originalmente en la ubicación de la moderna aldea Ojetenam; sin embargo, por sufrir deslaves continuamente, los habitantes se trasladaron al lugar que ocupa actualmente.  Su nombre original era Ixjoyón que significa «tierra prodiga para la papa». 
El municipio de San José Ojetenam fue fundado el 23 de agosto de 1848, fecha en que la Iglesia Católica celebra a San José; por su parte, el topónimo «Ojetenam» proviene de las raíces mam «oje» (español: «antiguo») y «tenam» (español: «pueblo») y significa «pueblo viejo».[cita requerida]

## Demografía
El municipio tiene una población aproximada de 22 227 habitantes según el censo de población de 2018, con una densidad de 601 habitantes por kilómetro cuadrado.

## Geografía física
El municipio de San José Ojetenam tiene una extensión territorial de 37 km² convirtiéndolo en uno de los más pequeños del departamento de San Marcos.

### Clima
La cabecera municipal de San José Ojetenam tiene clima templado (Köppen: Cwb).
| Parámetros climáticos promedio de San José Ojetenam | Parámetros climáticos promedio de San José Ojetenam | Parámetros climáticos promedio de San José Ojetenam | Parámetros climáticos promedio de San José Ojetenam | Parámetros climáticos promedio de San José Ojetenam | Parámetros climáticos promedio de San José Ojetenam | Parámetros climáticos promedio de San José Ojetenam | Parámetros climáticos promedio de San José Ojetenam | Parámetros climáticos promedio de San José Ojetenam | Parámetros climáticos promedio de San José Ojetenam | Parámetros climáticos promedio de San José Ojetenam | Parámetros climáticos promedio de San José Ojetenam | Parámetros climáticos promedio de San José Ojetenam | Parámetros climáticos promedio de San José Ojetenam |
| Mes                                                 | Ene.                                                | Feb.                                                | Mar.                                                | Abr.                                                | May.                                                | Jun.                                                | Jul.                                                | Ago.                                                | Sep.                                                | Oct.                                                | Nov.                                                | Dic.                                                | Anual                                               |
| --------------------------------------------------- | --------------------------------------------------- | --------------------------------------------------- | --------------------------------------------------- | --------------------------------------------------- | --------------------------------------------------- | --------------------------------------------------- | --------------------------------------------------- | --------------------------------------------------- | --------------------------------------------------- | --------------------------------------------------- | --------------------------------------------------- | --------------------------------------------------- | --------------------------------------------------- |
| Temp. máx. media (°C)                               | 14.8                                                | 14.9                                                | 16.5                                                | 16.8                                                | 16.0                                                | 15.1                                                | 15.0                                                | 15.3                                                | 14.9                                                | 14.4                                                | 14.9                                                | 15.1                                                | 15.3                                                |
| Temp. media (°C)                                    | 1.7                                                 | 3.7                                                 | 4.2                                                 | 5.9                                                 | 10.5                                                | 10.4                                                | 10.3                                                | 10.0                                                | 10.3                                                | 4.6                                                 | 2.0                                                 | 0.7                                                 | 6.2                                                 |
| Temp. mín. media (°C)                               | -7.7                                                | -4.6                                                | -3.9                                                | -3.1                                                | 1.0                                                 | 5.8                                                 | 5.6                                                 | 4.8                                                 | 5.7                                                 | -4.9                                                | -5.1                                                | -11.3                                               | -1.5                                                |
| Precipitación total (mm)                            | 14                                                  | 11                                                  | 26                                                  | 70                                                  | 180                                                 | 274                                                 | 197                                                 | 227                                                 | 291                                                 | 183                                                 | 41                                                  | 18                                                  | 1532                                                |
| Fuente: Climate-Data.org                            |                                                     |                                                     |                                                     |                                                     |                                                     |                                                     |                                                     |                                                     |                                                     |                                                     |                                                     |                                                     |                                                     |

### Ubicación geográfica
San José Ojetenam está en el departamento de San Marcos y se encuentra a una distancia de 60 km de la cabecera departamental San Marcos; sus colindancias son:
- Norte: Tectitán, municipio del departamento de Huehuetenango
- Sur: Ixchiguán, municipio del departamento de San Marcos
- Este: Concepción Tutuapa y Tejutla, municipios del departamento de San Marcos
- Oeste: Tacaná, municipio del departamento de San Marcos[6]

|               | Norte: Tectitán |                                  |
| Oeste: Tacaná |                 | Este: Concepción Tutuapa Tejutla |
|               | Sur: Ixchiguán  |                                  |

## Gobierno municipal
Los municipios se encuentran regulados en diversas leyes de la República, que establecen su forma de organización, lo relativo a la conformación de sus órganos administrativos y los tributos destinados para los mismos.  Aunque se trata de entidades autónomas, se encuentran sujetas a la legislación nacional. Las principales leyes que rigen a los municipios en Guatemala desde 1985 son:
| N.º | Ley                                                | Descripción |
| --- | -------------------------------------------------- | --- |
| 1   | Constitución Política de la República de Guatemala | Tiene una regulación legal específica para los municipios en los artículos 253 al 262. |
| 2   | Ley Electoral y de Partidos Políticos              | Ley de carácter constitucional aplicable a los municipios en el tema de la conformación de sus autoridades electas. |
| 3   | Código Municipal                                   | Decreto 12-2002 del Congreso de la República de Guatemala. Tiene la categoría de ley ordinaria y contiene preceptos generales aplicables a todos los municipios, e inclusive contiene legislación referente a la creación de los municipios.             |
| 4   | Ley de Servicio Municipal                          | Decreto 1-87 del Congreso de la República de Guatemala. Regula las relaciones entra la municipalidad y los servidores públicos en materia laboral. Tiene su base constitucional en el artículo 262 de la constitución que ordena la emisión de la misma. |
| 5   | Ley General de Descentralización                   | Decreto 14-2002 del Congreso de la República de Guatemala. Regula el deber constitucional del Estado, y por ende del municipio, de promover y aplicar la descentralización y desconcentración económica y administrativa.                                |

El gobierno de los municipios de Guatemala está a cargo de un Concejo Municipal mientras que el código municipal —que tiene carácter de ley ordinaria y contiene disposiciones que se aplican a todos los municipios de Guatemala— establece que «el concejo municipal es el órgano colegiado superior de deliberación y de decisión de los asuntos municipales […] y tiene su sede en la circunscripción de la cabecera municipal». Por último, el artículo 33 del mencionado código establece que «[le] corresponde con exclusividad al concejo municipal el ejercicio del gobierno del municipio».
El concejo municipal se integra con el alcalde, los síndicos y concejales, electos directamente por sufragio universal y secreto para un período de cuatro años, pudiendo ser reelectos.
Existen también las Alcaldías Auxiliares, los Comités Comunitarios de Desarrollo (COCODE), el Comité Municipal del Desarrollo (COMUDE), las asociaciones culturales y las comisiones de trabajo. Los alcaldes auxiliares son elegidos por las comunidades de acuerdo a sus principios, valores, procedimientos y tradiciones, estos se reúnen con el alcalde municipal el primer domingo de cada mes. Los Comités Comunitarios de Desarrollo y el Consejo Municipal de Desarrollo tiene como función organizar y facilitar la participación de las comunidades priorizando necesidades y problemas.

## Historia
El poblado original fue fundado por un grupo de personas el 23 de agosto de 1848 con el nombre de «San José» en donde actualmente se encuentra una aldea del municipio, por iniciativa de Ángel Roblero.
Tras unos deslaves que arrasaron a todo el pueblo, los pobladores se vieron obligados a establecer la cabecera municipal en otro lugar y se establecieron en «Ixjoyon» que del idioma mam significa «tierra pródiga para la papa», donde ha estado la cabecera desde entonces.  

### Tras la Revolución Liberal de 1871
El 2 de abril de 1871 se iniciaron las acciones militares de la Revolución Liberal de 1871 cuando el autonombrado general Justo Rufino Barrios se reunió con los cuarenta y cinco correligionarios que le acompañaban para invadir San Marcos en el cerro que rodea a la cabecera municipal, que desde entonces se ha denominado «Loma de Barrios».  Barrios tenía modernas armas Winchester Remington que había conseguido del gobierno mexicano del también liberal Benito Juárez para combatir al gobierno conservador del mariscal Vicente Cerna y Cerna.

### Reorganización territorial durante el gobierno de Jorge Ubico
En 1935, el gobierno del general Jorge Ubico implementón un plan de simplificación administrativa del territorio de la República, como parte del proceso emprendido para paliar los efectos de la Gran Depresión.  Por esta razón, el municipio fue anexado a Ixchiguán con el nombre de «aldea Ojetenam».  No obstante, durante la presidencia del doctor Juan José Arévalo, el 21 de junio de 1945 recuperó la designación de municipio; a partir de esa época estuvo bajo las órdenes de un destacamento militar, y los pobladores tenían que prestar servicio militar en Tacaná, fronterizo con México, y en la cabecera departamental.

## Economía
La fuente más importante de comercio que tiene el municipio es la actividad agrícola con la que los pobladores obtienen muchas fuentes de trabajo. Los principales cultivos son: maíz, papa y trigo. 
El municipio es apodado «La Cuna de las Truchas» debido a la gran variedad de cosechas de trucha que existen en el municipio.

## Educación

### Ausentismo y deserción
Estos dos problemas de la educación se observan constantemente en cada uno de los establecimientos educativos, son varias las causas que los producen: trabajo agrícola, los padres de familia utilizan a sus hijos en épocas de siembras y cosechas, las familias en los meses de agosto y septiembre emigran a la parte costera de Guatemala y a Chiapas en México, en busca de trabajo
Esta emigración provoca la desintegración familiar, mayormente cuando los padres de familia viajan a trabajar a los Estados Unidos quedándose desamparados, la madre, los hijos y este problema contrarresta la asistencia regular de los estudiantes a los centros educativos. 
El número de ausentismo varía cada año, según datos estadísticos, la inscripción de alumnos de primero primaria, del 100% únicamente el 28% culminan el nivel, fundamentando en operaciones realizadas, tomando en cuenta la estadística del año 2,003. El ausentismo y deserción asciende en hombres a 67%.